# براوليو باربوسا دي ليما
براوليو باربوسا دي ليما (بالبرتغالية: Bráulio Barbosa de Lima‏) هو لاعب كرة قدم برازيلي في مركز الوسط، ولد في 4 أغسطس 1948 في بورتو أليغري في البرازيل. لعب مع بوتافوغو ريغاتاس ونادي أونيفرسيداد دي تشيلي ونادي إنترناسيونال ونادي كوريتيبا.